# Allée couverte von Kerantiec

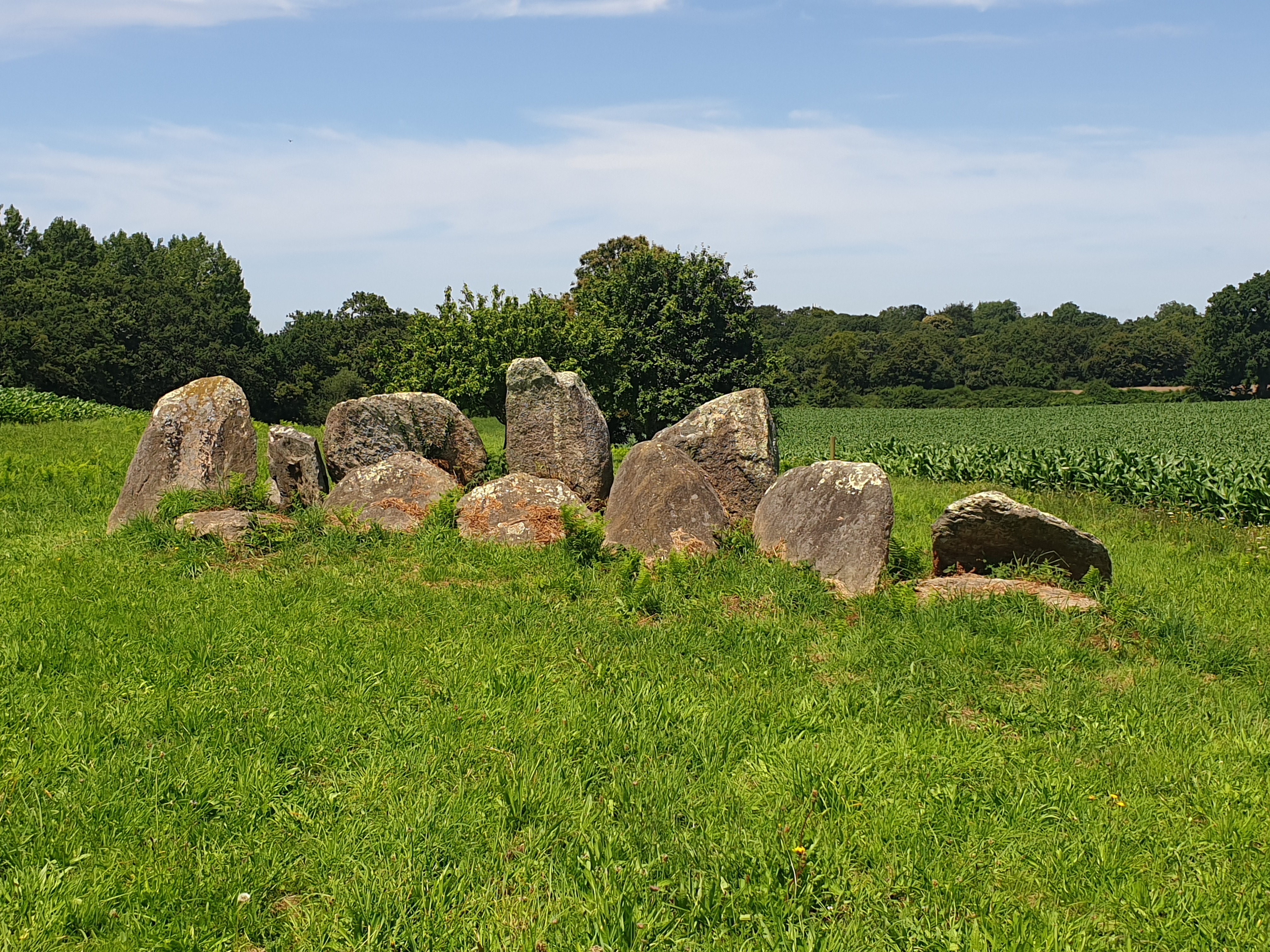
Ansicht von Süden

Die Allée couverte von Kerantiec (auch Allee-couverte von Riec-sur-Belon genannt) ist eine Megalithanlage, nahe der Gemeinde Riec-sur-Bélon im Département Finistère in der Bretagne in Frankreich.
Es handelt sich um eine Allée couverte des Typs arcboutée bzw. à dalles inclinées, die es nur in acht Exemplaren in der Bretagne gibt. Anlagen dieses Typs stellen die einfachste Form eines umbauten Raumes unter Verwendung von Megalithen dar. Die Seitensteine sind strebewerkartig gegeneinander gestellt und auf horizontale Decksteine wurde in der Regel verzichtet.
Die Ost-West orientierte Anlage ist etwa 12 m lang. Erhalten sind 14 Monolithe. Acht Steine bilden die südliche, stark geneigte Reihe. Die sechs Steine im Norden stehen fast senkrecht. Der Zugang lag im Osten. Die lichte Weite des Raumes liegt bei einem Meter. Die Steine des Denkmals sind aus Migmatit und Gneis, die lokal vorkommen.
In der Cornouaille, im Süden der Monts d’Arrée in den Montagnes Noires und in den Landes de Lanvaux blieben einige dieser seltenen Monumente erhalten. Ähnlich sind die Anlagen in Melgven, die Loge-au-Loup bei Trédion und von Castel-Ruffel bei Saint-Goazec.
In der Nähe liegt der Dolmen von Kerscao.